# Sandracottus festivus
Sandracottus festivus is een keversoort uit de familie waterroofkevers (Dytiscidae). De wetenschappelijke naam van de soort is voor het eerst geldig gepubliceerd in 1802 door Illiger.